# Lol Creme
Laurence Neil Creme, bedre kendt som Lol Creme (født 19. september 1947), er en engelsk musiker og musikvideoinstruktør, der er mest kendt for sin tid som guitarist i rockgruppen 10cc og vokalist i duoen Godley & Creme, og de to har instrueret videoer til Peter Gabriel, U2, 10cc og Frankie Goes To Hollywood.